# طريق السويس - شرم الشيخ
طريق السويس - شرم الشيخ هو أحد الطرق الرئيسية في محافظة جنوب سيناء بجمهورية مصر العربية، يربط بين محافظة السويس ومحافظة جنوب سيناء، يبلغ طوله حوالي 363 كم، ويبدأ في محافظة السويس شرق القناة عند تقاطع طريق عرضي 1 مع طريق نفق الشهيد أحمد حمدي، وينتهي في محافظة جنوب سيناء في مدينة شرم الشيخ، ويقطع الطريق عدة مراكز ومدن هي بالترتيب عيون موسى، رأس سدر، أبو زنيمة، أبو رديس، طور سيناء، ويقطع الطريق عدة طرق ومحاور أخرى هي «طريق عرضي 1» الواصل شمالاً إلى طريق الإسماعيلية - العوجة مروراً بالقنطرة شرق حتى الطريق الدولي الساحلي، وطريق السويس - نويبع والذي يمر بمدينة نخل وصولاً إلى نويبع، وطريق سانت كاترين الواصل إلى دير سانت كاترين.
تبلغ سعة الطريق في الوقت الراهن حارتين فقط في الاتجاهين، وبه الكثير من المنحنيات وسط الكتل الجبلية، وسجل معدلات مرتفعة من حيث الحوادث، ويتم حالياً توسعته جزء منه ليبلغ ستة حارات مرورية، ثلاثة للذهاب وثلاثة للعودة، في الجزء الواصل بين التقاطع مع طريق النفق إلى عيون موسى، ومن المقرر الانتهاء من توسعة الطريق في ديسمبر 2016،  والطريق يخدم عدة مدن ومنتجعات سياحية على ساحل خليج السويس في عيون موسى ورأس سدر والطور ورأس محمد، بالإضافة إلى معامل شركة بترول بلاعيم (بتروبل) والتي تقوم باستخراج البترول في مناطق أبو رديس وأبو زنيمة.